# Reservatório da Mãe d'Água das Amoreiras

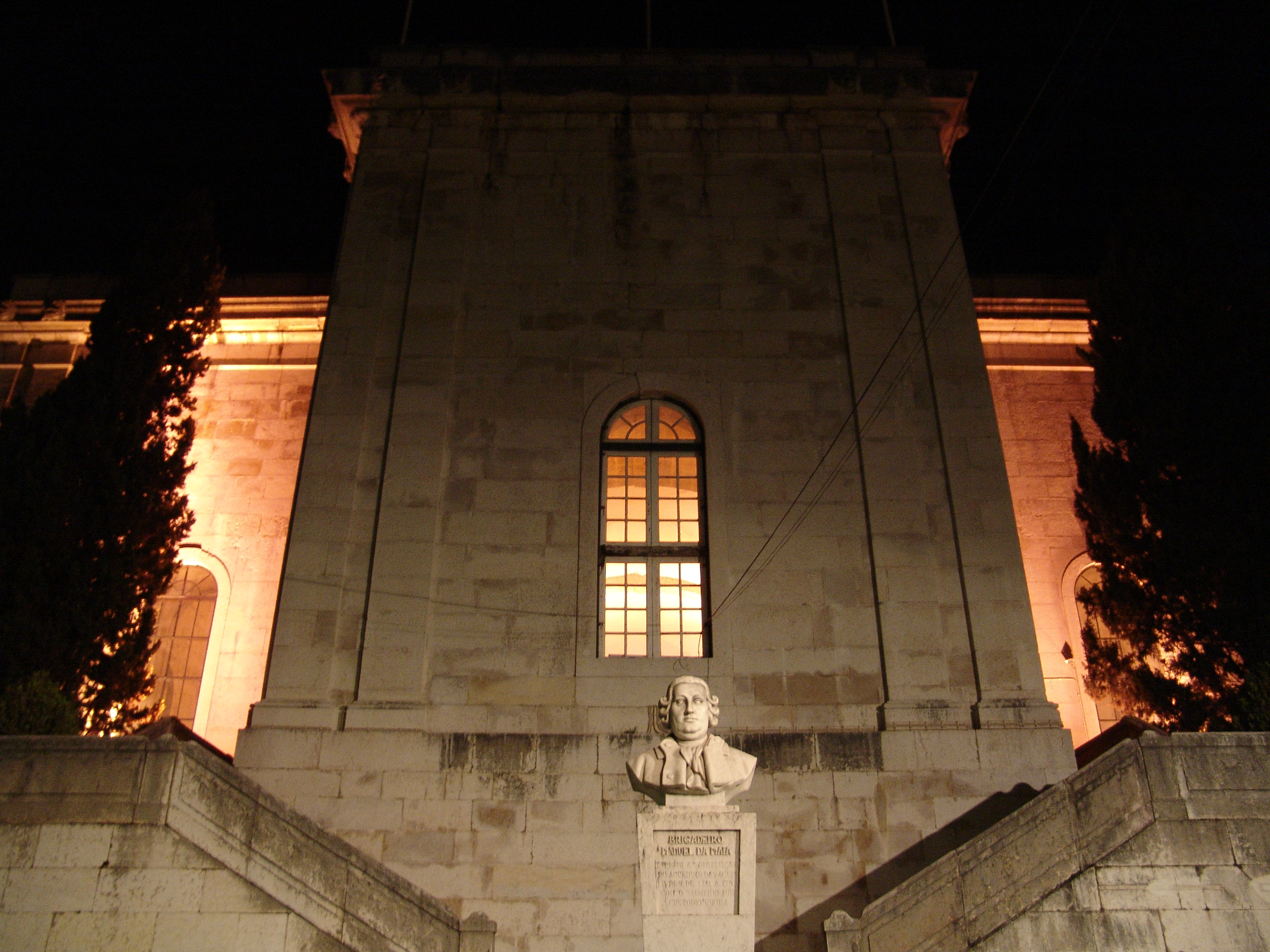
Museu da Água - Amoreiras

O Reservatório da Mãe d'Água das Amoreiras, mais conhecido por apenas Mãe d'Água das Amoreiras, é o depósito (o cálice) que recolhe as águas provenientes do aqueduto das Águas Livres, no distrito de Lisboa. Foi projectado em 1745 e construído no Jardim das Amoreiras, ficando concluido em 1834.
O Reservatório da Mãe d'Água das Amoreiras constitui atualmente um dos quatro núcleos do Museu da Água da EPAL em Lisboa.

## História
Inicialmente pensada para ser construída entre São Roque e os terrenos do Palácio dos Condes de Soure, a Mãe d'Água foi desenhada pelo arquitecto húngaro Carlos Mardel (1696 - 1763). Foram demolidas algumas casas e o solo terraplanado. Acabou por ser edificada em Campolide de Baixo, junto ao Rato por ordem de Sebastião José de Carvalho e Melo, mais conhecido como Marquês de Pombal.
Mardel trabalhou na Mãe d'Água a partir de 1745 até 1763, ano da sua morte. O projecto estava inacabado e foi retomado por Reinaldo Manuel dos Santos (1731 - 1791) em 1772. A alteração de arquitecto fez com que também o desenho do edifício tenha sido alterado, tanto no interior como no exterior. O projecto foi terminado apenas em 1834, já no reinado de D. Maria II, com a construção da cobertura, tendo apenas nessa altura começado a trabalhar em pleno.
A este edifício está anexado um outro, a Casa do Registo, de onde partem duas das principais galerias distribuidoras das Águas Livres, a do Loreto e a da Esperança, para além de uma terceira, mais pequena, que abastece o Chafariz do Rato.

## Características
De linhas arquitectónicas de uma sobriedade invulgar, a construção assenta sobre um envasamento elevado em relação às ruas circundantes e onde, no interior, surge a cascata e a Arca d'Água com 7,5 metros de profundidade 

## Exposições
2015: "À luz do dia até os sons brilham. Wim Wenders à descoberta de Portugal." Comissariada por Anna Duque y González e Laura Schmidt. Organização conjunta Fundação Wim Wenders, Lisbon & Estoril Film Festival e Museu da Água.